# Индийско-туркменские отношения
Туркмено-индийские отношения — двусторонние дипломатические отношения между Туркменистаном и Индией. Индия признала независимость Туркменистана 26 декабря 1991 года. Отношения были установлены 20 апреля 1992 года.
Обе страны являются полноправными членами ООН.

## История
Первый визит в Индию был совершен президентом Туркменистана Сапармуратом Ниязовым в апреле 1992 года. В 1997 году состоялся второй визит.
Индия имеет посольство в Ашхабаде с 30 января 1994 года. Туркменистан имеет посольство в Нью-Дели, Чрезвычайный и Полномочный Посол — Дурдыев Парахат Хоммадович.
Премьер-министр Индии Нарасимха Рао посетил Туркменистан с официальным визитом в 1995 году, во время которого были подписаны несколько соглашений о двустороннем сотрудничестве.
24-26 мая 2008 года состоялся трехдневный визит президента Туркменистана Гурбангулы Бердымухамедова в Индию.

## Экономическое сотрудничество

### ТАПИ
Туркменистан, Афганистан, Пакистан и Индия, вместе работают над газопроводом, который планируется завершить в начале 2017 года. Газопровод ТАПИ протяженностью 1735 км будет проложен из восточного региона Туркменистана. В 2018 году по этому газопроводу будет поставляться 90 млн кубометров газа в сутки, из которых 38 млн пойдет в Индию. Соответствующее соглашение на 30 лет заключили компания «Туркменгаз» с индийской GAIL и пакистанской Inter State Gas Systems.

## Культурные отношения
Индию и Туркменистан связывают древние культурные отношения. Индийские фильмы очень популярны в Туркменистане, их показывают каждую неделю на государственных телеканалах.
В августе и сентябре 2000 года проводились «Дни туркменской культуры в Индии» и «Дни индийской культуры в Туркменистане».
Танцевальная труппа Туркменистана из 18 артистов, посетила Индию в сентябре 2003 года и дала концерты в Дели, Чандигархе, Дехрадуне и Mуссори. Труппы «Bhangra» и «Giddha», состоящая из 10 человек, посетила Ашхабад по случаю празднования Дня независимости Индии в августе 2005 года. Труппа штата Джамму и Кашмир, состоящая из 17 людей, посетила Ашхабад 21-28 октября 2006 года по приглашению правительства Туркменистана для выступлений по случаю 15-й годовщины независимости Туркменистана.
Ежегодно правительство Индии предлагает 8 стипендий в рамках программы стипендий в области культуры. Так же предоставляется одно место для студента из Туркменистана для изучения хинди в Университете Кендрия Хинди Санстхан.